# محمود کدخدایی
محمود کدخدایی معروف به سلطان وحشت (متولد ۱۳۴۳ در محله جوادیه) کشتی‌گیر آزادکار سابق ایرانی است که متهم به قاچاق مواد مخدر و فعالیت‌های تبهکارانه در ژاپن شده‌است.

## دوران ورزشی
ورزش قهرمانی کدخدایی هم‌زمان با دههٔ شصت شمسی بود که ایران به ندرت در مسابقات بین‌المللی حاضر می‌شد به همین جهت او هیچ‌گاه در مسابقات جهانی و المپیک حاضر نشد و مهمترین عناوین او به قهرمانی در جام دانکلف بلغارستان، جام تختی و بازی‌های اسپارتالیا شوروی (وی تنها کشتی‌گیر ایرانی بود که حریف روس خود را شکست داد) خلاصه می‌شود. کدخدایی البته در ترکیب تیم ملی کشتی آزاد برای قهرمانی جهان ۱۹۸۳ کیف قرار داشت اما کل تیم قبل از شروع مسابقات به دستور علی‌اکبر ولایتی، وزیر امور خارجه، به دلیل رقابت بیژن سیف خانی یک کشتی‌گیر تیم فرنگی با یک حریف اسرائیلی به ایران بازگشت. وی پس از آن با توجه به این‌که امکان حضور در مسابقات قهرمانی جهان و المپیک را از دست رفته می‌دید، ورزش قهرمانی را رها کرده و برای کار به ژاپن رفت. الله‌مراد زرینی که اصلی‌ترین رقیب کدخدایی بود می‌گوید کدخدایی به دلیل بلندکردن موهایش مورد بی‌توجهی قرار می‌گرفت.

## فعالیت‌های مجرمانه
وی در سال ۱۳۸۱ پس از دیپورت از ژاپن به ایران بازگشت و با شکایت ایرانیانی که ادعا می‌کردند در ژاپن مورد ضرب و شتم و زورگیری از سوی کدخدایی قرار گرفته‌اند، دستگیر شد، اما پس از دو جلسه محاکمه در دادگاهی در تهران با وثیقهٔ ۵۰۰ میلیون تومانی آزاد شد و از ایران فرار کرد. وکیل وی یکی از نمایندگان مجلس را به اعمال نفوذ در پرونده او متهم کرده و اعلام کرده بود به دلیل حضور خبرنگاران او در دادگاه حاضر نمی‌شود. قاضی جعفر صابری که ریاست این دادگاه را به عهده داشت گفته بود تا قبل از این‌که کدخدایی به شهر ناگویا برود در این شهر جرم و جنایت به ندرت دیده می‌شد ولی با ورود وی شرارت این شهر را فراگرفته و نقش منفی او در ژاپن به چهرهٔ نظام جمهوری اسلامی آسیب زده‌است. سرانجام دادگاه او به‌طور غیابی برگزار شد و او به ۱۰ سال حبس تعزیری، ۷۴ ضربه شلاق و پرداخت دیه محکوم شد.
یکی از شاکیان پرونده در آن زمان به روزنامهٔ اعتماد گفته بود: «۱۵ ایرانی بودیم که در ژاپن با هم کار و زندگی می‌کردیم. پول‌هایمان را جمع کرده بودیم تا فرد قابل اعتمادی را پیدا کنیم و از طریق او پول‌ها را به ایران بفرستیم. یکی از ایرانیان به نام کوروش گفت، فردی را می‌شناسد که حاضر است این کار را برایمان بکند. او محمود کدخدایی را به ما معرفی کرد. نیمه‌های شب درخواب بودیم که یکباره محمود با چند مرد قوی هیکل به خانه ما آمدند و با شمشیر و قمه به جانمان افتادند و پولها را که حدوداً ۵ میلیون تومان بود، برداشتند و فرار کردند. ساعتی بعد مأموران پلیس ژاپن سر رسیدند و ما را بازداشت کردند چون سلطان وحشت مقداری حشیش در گوشه‌ای از خانه مخفی کرده و بعد تلفنی این مسئله را به پلیس اطلاع داده بود تا دستگیر شویم.» یک شاکی دیگر ادعا می‌کرد که گروه کدخدایی گوشش را بریده‌اند و شاکی دیگری مدعی بود که دستش را تیم کدخدایی قطع کرده‌اند.
وی یک بار در ۴ اکتبر ۲۰۰۴ در یک رستوران ایرانی در توکیو دستگیر شد. وی برای دریافت ۲ کیلوگرم حشیش که از نپال با پست بین‌المللی ارسال شده بود به این رستوران رفته بود که به دام پلیس افتاد. روزنامهٔ یومیوری شیمبون گزارش داد که وی رهبری گروهی مرکب از حدود هزار هموطن ایرانیش را بر عهده دارد و از این راه حدود ۳۰ میلیون ین (معادل ۲۸۵ هزار دلار) درآمد ماهانه داشته‌است. مشهور است که وی کاسب‌هایی که از دستورهای او اطاعت نکنند را با قمه سلاخی می‌کرده و به همین جهت در میان ایشان به «سلطان وحشت» شهرت یافته‌است. و ظاهراً همین فروشندگان مورد آزار قرارگرفته نیز او را لو دادند. وی علاوه بر حشیش به توزیع محرک‌ها و اکستازی نیز می‌پرداخت و مرتباً بین ایران و ژاپن با گذرنامه‌های جعلی دررفت‌وآمد بود با این‌که حکم توقیف او در ژاپن صادر و در فهرست اینترپل قرار داشت.
فیلم سینمایی کیفر محصول سال ۱۳۸۸ به کارگردانی حسن فتحی و نویسندگی علی‌رضا نادری تا حدی زیادی بر اساس شخصیت کدخدایی ساخته شده‌است. نادری می‌گوید: «راستش خیلی از دیالوگ‌ها گرته‌برداری از شخصیتی مثل کدخدایی است. شاید نمایی از فیلم که کشتی‌گیر سوار گاو وحشی شهربازی پارک ارم شده یادآور او باشد… من شخصیتم را براساس همهٔ خاطراتی که از افراد مختلف شنیده بودم نوشتم و او یک شخصیت واحد نبود؛ ولی بارها وقتی برایم از ژاپن می‌گفتند، نام محمود کدخدایی هم در خاطراتشان بود.»
کدخدایی در سال ۱۳۸۹ دوباره در فرودگاه بین‌المللی امام خمینی تهران دستگیر شد.